# 蘋果公司員工組織

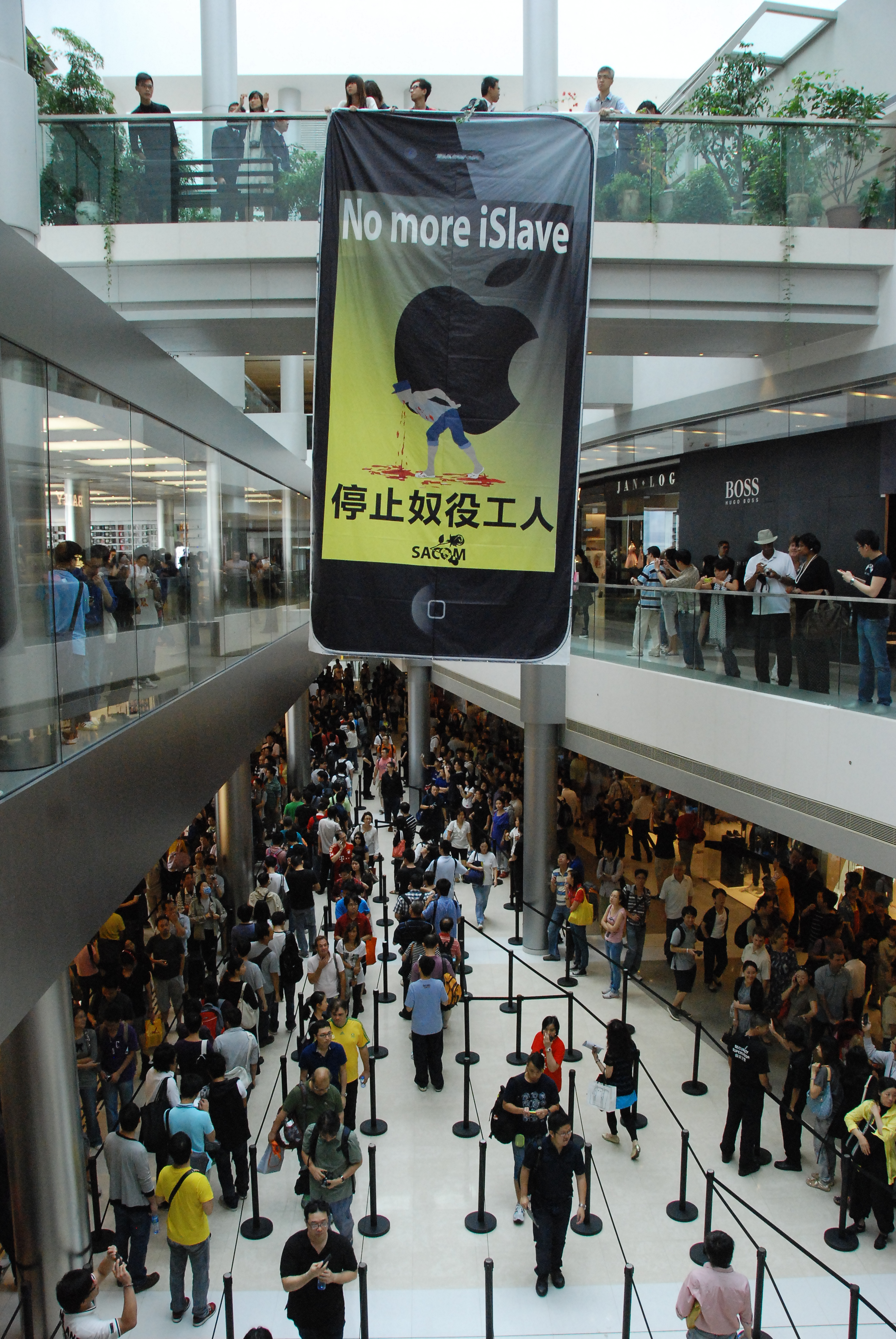
2013年香港「大學師生監察無良企業行動」在當地首家Apple Store開業時抗議其供應商富士康和勝華科技的工廠侵犯勞工權益

1990年代起，全球各地的蘋果公司員工便不斷參與工會組織運動，蘋果公司的員工組織由零售、企業和外包勞工組成
。蘋果在澳洲、法國、德國、義大利、日本、英國和美國的部分員工加入工會，並相繼組成勞資會議。涉及蘋果公司的大多數勞資糾紛（包括對工會的承認）是透過其供應商和承包商間接發生，如中國大陸的富士康工廠，以及巴西、印度的工廠。2021年，蘋果工會「Apple Together」試圖聯合全球的員工組織。
2020年代，澳洲、英美出現新的工會組織熱潮。

## 產業結構
蘋果公司為全球最有價值的公司之一，2018年的資本估值達1兆美元，並於2020年成為首家達到2兆美元估值的美國公司。1980年代以來，蘋果和其他矽谷公司採取相同策略，將產品組裝業務和其他製造服務自美國轉移至勞動力和管理成本較低、彈性的國家和地區，其中以中國大陸為主。蘋果公司直接雇用的員工數為14.7萬，包括總部蘋果園區和矽谷的2.5萬名企業員工，絕大多數員工受雇於全球的500家Apple Store。公司同時仰賴規模更大的外包廠商進行製造。位於鄭州市一座別稱為「iPhone之城」的富士康工廠即雇用35萬名中國大陸工人，專門生產iPhone智慧型手機系列產品。
截至2021年，蘋果公司使用來自43個不同國家和地區的硬體零件，大部分的產品組裝工作由台灣的原廠委託設計代工（ODM）公司富士康、和碩、緯創資通和仁寶電腦完成，生產工廠主要位於中國大陸，以及巴西和印度。

## 概況

### 澳洲
2022年10月，蘋果公司在澳洲的三個工會之一（以零售和速食工會為代表）的150名員工就薪酬和福利問題進行罷工。澳洲的其他工會成員則由商店、分銷及聯合僱員協會和澳洲服務業工會代表。

### 巴西
與中國大陸相比，巴西勞工在2010年代的薪資較高，勞動保障也較完善，最低工資幾乎為前者的兩倍。2012年，富士康於容迪亞伊開設專門生產蘋果產品的第二座巴西工廠時，全球產業總工會於當地下屬的巴西金屬產業工會（, CNTM）已有組織富士康非蘋果工廠工人的經驗。在2014年發起3,700名工人參與的五日罷工後，富士康與金屬產業工會達成團體協約，將後者的工資提升至與較高薪的非蘋果工廠工人相當。此前，工會曾為相似的訴求於2013年2月發起罷工。

### 中國大陸

#### 富士康工會
2006年夏天，英國、中國大陸和美國媒體報導，富士康經營的一家iPod生產工廠勞動條件惡劣。蘋果公司承諾對此進行調查，富士康則回應已提告兩名涉及報導的記者。後在媒體和深圳市人民政府的干預下，後者承諾組建工會。惟截至2006年11月，公司皆未兌現其諾言。同年12月31日，中華全國總工會深圳分會採取措施，成立富士康首個工會－富士康科技集團工會聯合會（通稱「富士康工會」）。最初深圳龍華園區的24萬多名工人僅有118名擁有會籍。2007年3月，富士康（鴻海科技集團）公共事務經理陳鵬被選為首任工會主席，工會基本由公司管理層而非工人主導。
2010年，富士康再次成為全球頭條焦點。有十多名工人因惡劣工作環境而發生一系列墜樓死亡和重傷案件，蘋果公司對此於2012至2016年期間聘請美國非政府組織公平勞動協會擔任外部審計員展開調查。調查結果顯示，富士康工會未能充分代表員工。智庫經濟政策研究所批評公平勞動協會的調查報告在蘋果和富士康仍存在強迫加班和聘用童工的狀況下，給予其「不恰當」的信任。富士康後在公平勞動協會的幫助下，於2013年承諾透過匿名投票舉行真正具代表性的選舉，選出由18,000名委員組成的新工會。
2017年香港「大學師生監察無良企業行動」報告中，研究員陳慧玲批評富士康工會內部的員工參與度有限，彼此在2015年舉行的首次投票中缺乏認識和參與。

### 法國
2012年iPhone 5發表前，法國Apple Store員工在與資方的團體協約停滯後，投票決議發起罷工。參與的主要工會組織包括團結工會聯盟（其代表1,000名法國員工中的25％）。

### 德國
截至2011年，蘋果公司在全球雇用約50,000名員工，其中有30,000人任職於Apple Store。2012年2月，慕尼黑的Apple Store員工成立首個勞資會議。德國服務行業工會在接受商業雜誌《經理人雜誌》採訪時指出，過度加班、高度噪音和健康保障不足，以及彼此缺乏團體協約是員工成立勞資會議的原因。同年12月，法蘭克福的Apple Store員工選舉組成蘋果公司在該國第二個勞資會議，此舉使德國員工可建立全國性的「勞資會議總會」。

### 印度
蘋果公司透過邦加羅爾附近設有廠房的合約製造商緯創資通生產iPhone產品，從而拓展該公司的印度業務。
富士康於2006年進駐印度，並於2010年就曾考慮在當地建立iPhone的生產基地，惟因當時公司在巴西開設新工廠而放棄印度的計畫。2019年，蘋果公司透過位於斯里佩魯姆布杜爾經濟特區的合約製造商和富士康，擴大其在清奈的生產業務。
2021年12月17日，富士康iPhone組裝工廠的250多名員工發生食物中毒事件，同月18日關廠停工。之後近3,000名員工封鎖通往工廠的高速公路舉行示威抗議，導致167人被警方拘留24小時，其中包括印度工會中心的成員。

### 義大利
iPhone 4S發表前，羅馬的Apple Store員工發起罷工，並喊出「Strike Different」的口號，源於蘋果公司的廣告口號「不同凡想」（Think Different）。罷工訴求包括提高每月200美元的加給、限制針對員工的監控和增加人手。
2013年，義大利三個工會－FILCAMS-CGIL、FISASCAT和UILTuCS代表14家Apple Store的1,300名員工和蘋果公司簽署第一份團體協約，與當時的全國零售業團體協約相比，新協約的工作條件有所改善。

### 日本
2014年12月18日，日本蘋果公司員工宣布成立工會，並隸屬於東京總工會，使用「Work Different」口號，同樣源於蘋果公司的廣告口號「不同凡想」（Think Different）。日本10家Apple Store有3家加入該工會。

### 西班牙
西班牙6家Apple Store的員工皆為工團主義工會的成員，其中5家隸屬勞工聯合總會，位於巴塞隆納格拉西亞大道上的Apple Store員工則為全國勞工聯盟成員。

### 美國

#### 蘋果零售工會

##### 蘋果零售員工工會
2011年5月，首家Apple Store開幕的十年後，蘋果員工柯里·莫爾（Cory Moll）在舊金山發起成立「蘋果零售員工工會」（Apple Retail Workers Union），以薪資、賠償、員工福利和招聘流程為加入誘因。同年11月，蘋果公司為其管理層推出「如何管理工會」的私人培訓，而一位消息人士聯繫科技媒體《CNET》，他表示培訓課程與零售員工工會無關。2013年4月，莫爾透過社交媒體推特推文表示已自行離職。
2022年2月18日，美國《華盛頓郵報》（下稱《華郵》）報導，至少有「六間」蘋果零售店努力籌組工會，其中兩間期望在「不久的將來」向國家勞動關係委員會提交請願書。員工表示，公司近期的薪資調整適得其反，加薪不足以應對通貨膨脹。一名員工告訴《華郵》，「我有許多同事和朋友，我真的很喜歡他們，但他們的收入不足以維持生計」。俄亥俄州員工馬特·赫布斯特（Matt Herbst）透過Medium貼文表示，即使公司的薪酬在同業中很有競爭力，且他們也很榮幸有機會能透過「職涯體驗」（Career Experiences）進入「蘋果公司」，然而公司的收入卻無法反映在自己的薪資，且其中的承諾往往無法實踐。赫布斯特表示已有100多位員工與其聯繫，並分享類似經驗。
工會組織者表示，自其進行籌備活動以來，公司主管開始監視員工，並發表反對工會的言論。羅格斯大學管理與勞動關係學院副教授麗貝卡·科林斯·吉萬（Rebecca Kolins Givan）示警，蘋果公司針對工會組織者的阻礙行為可能「玷汙」自己的品牌。

##### 水果攤工人聯盟
2022年2月21日，紐約中央車站的Apple Store員工建立水果攤工人聯盟（Fruit Stand Workers United, FSWU），並投票決定加入服務業雇員國際工會分支組織勞工聯合會。同年4月，員工開始收集連署書，以便向國家勞動關係委員會提交選舉工會代表的申請。

##### 蘋果員工聯盟
2022年4月20日，美國的首家Apple Store員工在美國通訊工人協會的支持下向國家勞動關係委員會提交組建工會的申請，該店位於喬治亞州亞特蘭大的坎伯蘭購物中心，並已有超過70％符合條件的員工完成連署。

#### #AppleToo
蘋果公司員工於2021年8月23日創立名為AppleToo的網站，以「是時候換位思考了」（It's time to Think Different，發想於蘋果公司的廣告口號「Think Different」）為標語。#AppleToo受到性侵害和性騷擾公布運動「#MeToo」的影響，在蘋果公司主要聚焦於職場不公事件。具體案件為人事部門和管理層的歧視和不作為 ，該網站會發布前任和現任蘋果員工（包括承包商）的個人經歷。AppleToo由時任專案經理詹妮克·帕里什、軟體工程師雪兒·史嘉蕾和其他匿名員工發起。據史嘉蕾指出，截至2021年8月底，Apple Too已收到500份的職場不公經歷。
2021年9月3日，AppleToo發表一封致蘋果執行長提姆·庫克和其他公司高層的公開信，並呼籲員工簽名連署。信中提出五項要求，包括保障員工個人隱私、落實透明和公平的薪資、審核所有晉升和績效評級以避免性別、種族、和性取向等方面的偏見和歧視、加強管理層和人事部門的問責制和建立反饋機制供員工提出意見。
2021年10月，經理詹妮克·帕里什被公司解雇，蘋果聲稱其「不合規」（non-compliance）地自工作設備（手機和和電腦）刪除相關檔案和應用程式，從而影響內部調查結果。帕里什則表示她僅是在交回設備前將包含個人財務細則和資訊的應用程式和檔案刪除。她告訴《紐約時報》，推測自己因主導AppleToo活動而遭到公司報復。同年11月，工程師雪兒·史嘉蕾與公司達成非委員會和解（她曾於兩個月前向美國國家勞動關係委員會提出控訴）後離開蘋果，她後來表示「公司曾意圖在一份其拒絕簽署的離職協議中，將離職因素描述為『個人決定』，而不是在她試圖行使應有權利和組織反不公活動後，被迫做出一個逃離充滿敵意的工作環境的決定」。
2021年11月19日，蘋果公司發布一份備忘錄，允許員工公開討論薪資和工作條件，該聲明雖並非公司針對#AppleToo運動的正式回應，帕里什仍描述此結果為該運動的一大勝利，並表示「這將有助於終結圍繞我們工作環境和薪酬的系統性沉默」。加州大學法學教授維納・杜巴爾表示，「這是員工的勝利，表明蘋果了解如果此最終被（國家勞動關係委員會）裁決，將對資方不利」（史嘉蕾向國家勞動關係委員會提出的控訴和該機關可能評估的裁罰），杜巴爾也強調1935年《全國勞資關係法》對於約束雇主遵守勞動法令的作用極小。
2021年12月，與公司達成非委員會和解後，史嘉蕾透露國家勞動關係委員會拒絕其控訴的撤回請求。和解內容要求蘋果公司須修正22處協議中的用詞，包括禁止她在一年內向其他蘋果員工提供幫助和對蘋果提出指控等用語。並證實同年11月公司發布的備忘錄也是和解協議的一部分，但蘋果選在感恩節假期間公布，她認為此舉並未達成協議中「明顯可見的位置」的要求。致科技媒體《The Verge》的一份聲明中，史嘉蕾表示她原先「有意在未達成和解的情況下撤回控訴，以避免證人須出面作證」，惟蘋果對備忘錄的處理方式，面對潛在的報復威脅，AppleToo決定不撤回控訴。
史嘉蕾表示，雖然她和帕里什離開了蘋果公司，AppleToo仍將持續發展。

#### Apple Together

Apple Together代表標誌

Apple Together是由蘋果零售員工組成的團體，其網站稱此為#AppleToo運動的延續，使用「從#AppleToo到Apple Together」（From #AppleToo to Apple Together）作為短語，以「公平地思考」（Think Equitable）為口號，源於蘋果公司的廣告口號「不同凡想」（Think Different）。代表標誌以蘋果公司標誌為輪廓，中央連結一個斜體小寫a字母，與＠符號相似。
2021年12月24日平安夜，Apple Together在蘋果的零售商店前組織罷工，並呼籲消費者抵制該公司，要求公眾不要在假期間購買蘋果的零售產品。同時，組織也在Twitter列出訴求清單，包括安全津貼、維生工資、兼職員工的福利，以及因2019冠狀病毒病疫情影響提出的具體要求（如N95口罩和消毒站、與客戶的社交距離保障）。是次罷工發生在有關零售商店的員工精神健康問題、低於標準的工資、顧客不合理要求、2019冠狀病毒病疫情處理不善等新聞報導後，擴及美國三個州至少50名員工。事件始於佛羅里達州傑克孫維的零售店員工，該店的管理層對先前顧客的不當行為置之不理。
根據報導，總部員工支持零售員工組建工會，並透過聲援基金捐贈資金供其運作。

## 延伸閱讀
- Chan, Jenny; Selden, Mark; Pun, Ngai. . 2020  [2022-03-29]. ISBN 978-1-64259-204-7. OCLC 1157440504. （原始内容存档于2022-05-03） （英语）.

## 外部連結
- AppleToo
- Apple Together
- 富士康科技集團工會聯合會